# Abellinum
Abellinum è un'antica città dell'Italia meridionale che sorgeva nel territorio dell'odierna Atripalda, a pochi chilometri da Avellino.

## Storia

### Le origini
Fondata sul pianoro della collina della Civita (a ridosso dell'attuale centro di Atripalda), nasce inizialmente come insediamento sannita dell'antica popolazione italica degli Hirpini. Dopo alcune insurrezioni e resistenze della popolazione locale durante le Guerre sannitiche, viene definitivamente assoggettata a Roma in seguito alla Guerra civile tra Mario e Silla durante la quale gli Irpini sostennero Gaio Mario.

### L'epoca romana
Sempronia. Il passaggio al popolo non è dovuto. Il suo territorio è assegnato ai veterani»
(Sesto Giulio Frontino, De coloniis o Liber coloniarum)
La vittoria di Silla segna una svolta nella storia di Abellinum: il generale, infatti, decide di radere al suolo il vecchio sito e nell'82 a.C. fonda la colonia Veneria Abellinatium, sulla riva sinistra del fiume Sabato. La nuova città viene cinta da un poderoso sistema di mura con un assetto urbano rispecchiante un impianto regolare segnato da assi viari ortogonali a delimitare i vari quartieri. Nel 7 d.C. Ottaviano Augusto la include nella Regio II Apulia et Calabria per i traffici che si effettuavano lungo la via Appia e le cambia denominazione: diviene Livia Augusta in onore della moglie dell'imperatore, Livia Drusilla a cui spettavano i territori tra Abellinum ed Aeclanum. Nel III secolo l'imperatore Alessandro Severo ampliò consistentemente la colonia sotto il titolo di Livia Augusta Alexandrina con una massiccia immigrazione di elementi orientali. Ciò contribuì a diffondere in questi territori antichi culti levantini come il Sol Invictus.

### Da Abellinum ad Avellino
Crisi economiche (III e IV secolo), violenti terremoti (346), disastrose eruzioni vulcaniche (472), invasioni di territori nel corso della guerra tra Bizantini e Goti (535-555) e la penetrazione sull'intero territorio della Penisola dei Longobardi a partire dalla Pasqua del 568 spinsero fuori dalla mura di Abellinum la colonia romana che si trasferì laddove oggi sorge la città di Avellino.

## Parco archeologico Antica Abellinum

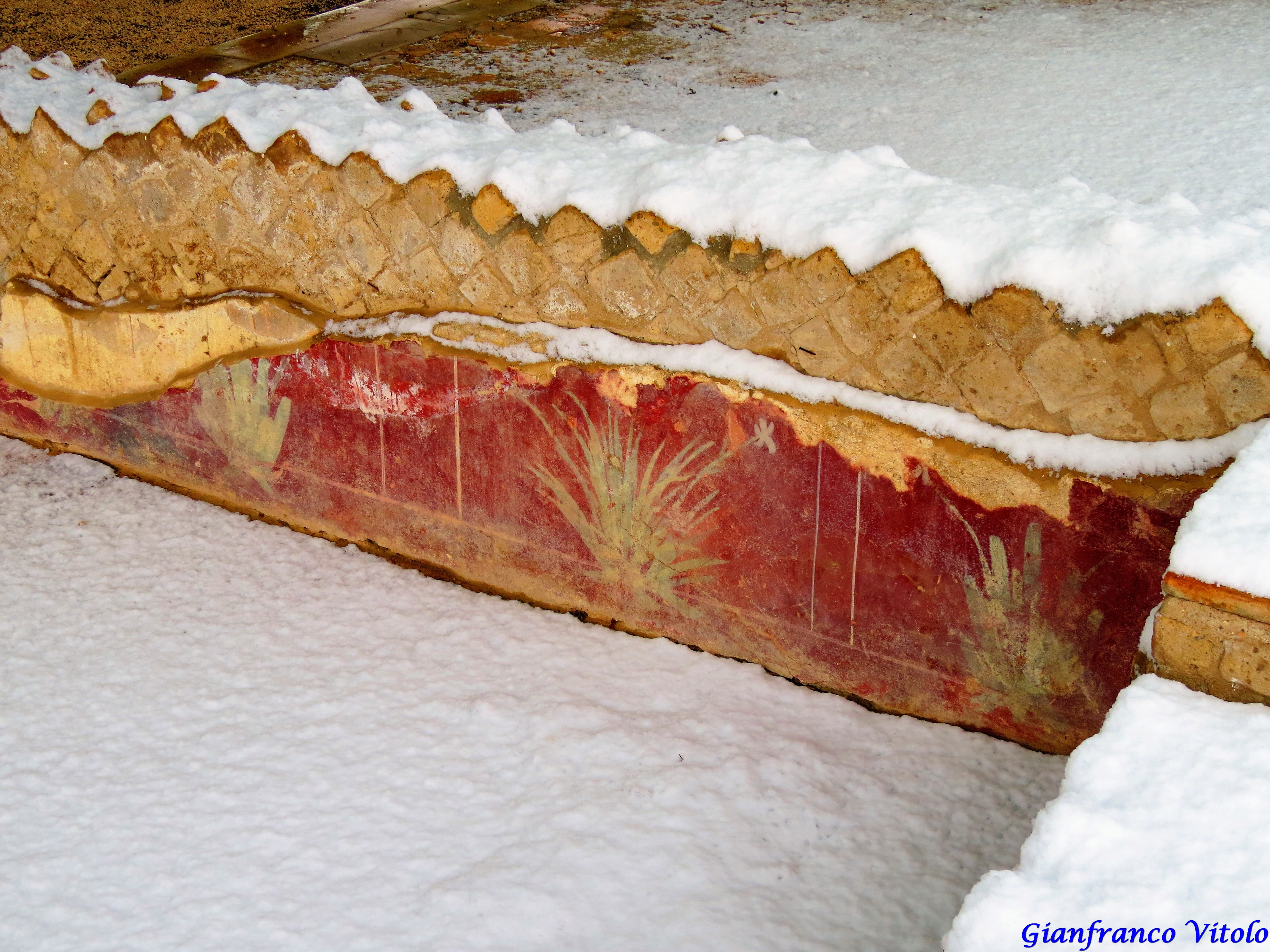
Un lacerto di affreschi nella domus

Il parco archeologico, di circa 25 ettari, è circondato dalle mura di cinta di Abellinum, lunghe circa 2 km. Si notano le numerose mura romane, costruite con la tecnica dell'opus reticulatum, e i resti di due imponenti torri circolari. All'interno del perimetro murario si riconoscono alcuni spazi tipici delle città romane:
- il forum, la piazza dell'antica città su cui si affacciano alcuni templi da cui provengono molti reperti conservati nel Museo Irpino (tra cui un'ara di marmo del I secolo dedicata a Tiberio);
- una struttura termale con calidarium detta Torre degli Orefici;
- una sezione dell'acquedotto romano del Serino;
- una domus gentilizia[2] di 2500 m² nella quale è ancora possibile individuare gli spazi e gli ambienti tipici delle case romane come il cubicolo ornato con motivi vegetali su rosso pompeiano, e il peristilio.

Nella città antica erano presenti anche un anfiteatro, di cui è rimasto solo qualche pezzo di struttura, e un lupanare, la cui presenza si evince dal ritrovamento di alcune monete con raffigurazioni erotiche.
Il 17 maggio 2011, a seguito di una lunga controversia giudiziaria con i proprietari del fondo, temporaneamente conclusa con una sentenza del Tar di Salerno, l'area del Parco archeologico già scavata ed aperta alle visite è stata restituita alla famiglia Dello Iacono; pertanto, non fu possibile accedervi per diversi anni.